# Paolo Nicolai
Paolo Nicolai (Ortona, 8 de junho de 1988) é um jogador de vôlei de praia italiano. Conquistou a medalha de ouro em duas ocasiões no Campeonato Europeu de Vôlei de Praia e ainda conseguiu o título de melhor atacante em seu esporte em 2014.
Em 2012 e 2016, representou, ao lado de Daniele Lupo, seu país nos Jogos Olímpicos de Verão. Na edição de Londres, ficou em nono lugar e no Rio de Janeiro, conseguiu chegar à final.
Com Daniele Lupo conquistou a medalha de bronze na edição do FIVB World Tour Finals de 2017 disputada em Hamburgo.